# Dança-do-lelê
A dança-do-lelê ou péla-porco é uma dança folclórica brasileira de origem européia, que remonta ao século XIX.
Trata-se de uma dança de salão, profana, mas que costuma ser dançada em honra de determinados santos, ao longo do ano. A sua origem é provavelmente francesa e tem algumas características da dança ibérica. É geralmente acompanhada musicalmente pelo violão, cavaquinho (ou banjo), pandeiro, castanholas, flauta e rabeca. Consta de uma "brincadeira" coordenada por um mandante, que dá as ordens aos pares de dançantes que se organizam em duas filas (dos homens e das mulheres). A dança é dividida em quatro partes:
- O chorado (o convite para a festa);
- A dança grande (a parte mais complexa e diversificada da dança, que consta do cortejamento dos pares);
- A talavera (dança-se pela madrugada, de braços dados); e, finalmente, de madrugada;
- O cajueiro, em que os "brincantes" saúdam os presentes, no que é designado como "juntar castanhas" ou "entregar o caju".